# 台灣穗花杉
臺灣穗花杉（學名：Amentotaxus formosana）是裸子植物穗花杉屬下的物種，為小型至中型常綠喬木，因其雄花之花序呈穗狀而得名。為孑遺殘存且分佈稀少之台灣特有種，只產於台灣南部地區，目前依中華民國文化資產保存法被行政院農委會列為五種珍貴稀有植物之一。

## 發現及命名

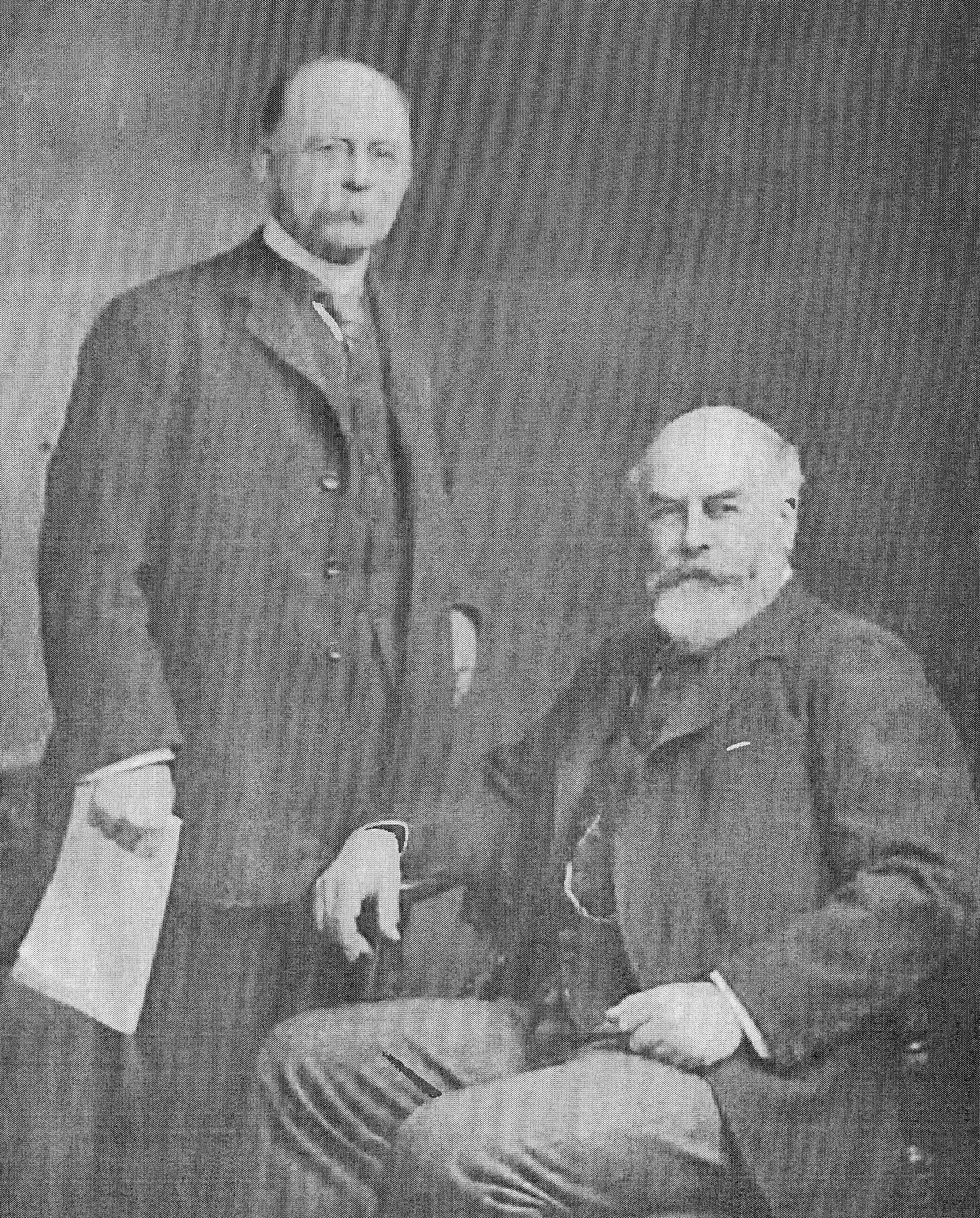
左為台灣穗花杉發現者奧古斯汀·亨利，右為英國植物學家約翰·艾維斯

台灣穗花杉最早紀錄是在1893年，由愛爾蘭籍植物學家奧古斯汀·亨利所發現，他當時任職於打狗港海關（高雄海關），並在工作之餘進行植物調查，便邀請當時鵝鑾鼻燈塔管理人史密塞（Schmüser）幫忙，史密塞於是找了不少當地居民代為採集植物標本，在亨利所收集到的標本中，若採集地點標示為南岬（South Cape），則大部分為史密塞所提供，採集範圍可能包括整個恆春半島，台灣穗花杉應也屬於史密塞所採集到的，其地點很可能是位於現今屏東縣獅子鄉的里龍山。
日治時期，日籍植物學家金平亮三也於1924年在台東大里力山海拔915公尺處採集到標本，其後又有學者陸續於大里力山西南稜線、草埔後山稜線、日暮山、里龍山等地發現台灣穗花杉蹤跡。
而最早於十九世紀鑑定的學名為，並一直延用至1952年，在當時台灣大學植物系教授李惠林對本屬植物進行分類訂正時，發現過去鑑定有誤，本種應為台灣特有種，遂將其種名改為。而其屬名其中“amento”係由英語（ament）或西班牙語 （amento）轉變而來，意義為柔荑花序，而“taxus” 則表示為紅豆杉屬，因此  代表本物種是類似於紅豆杉但有柔荑花序特徵之樹種。

## 分類學

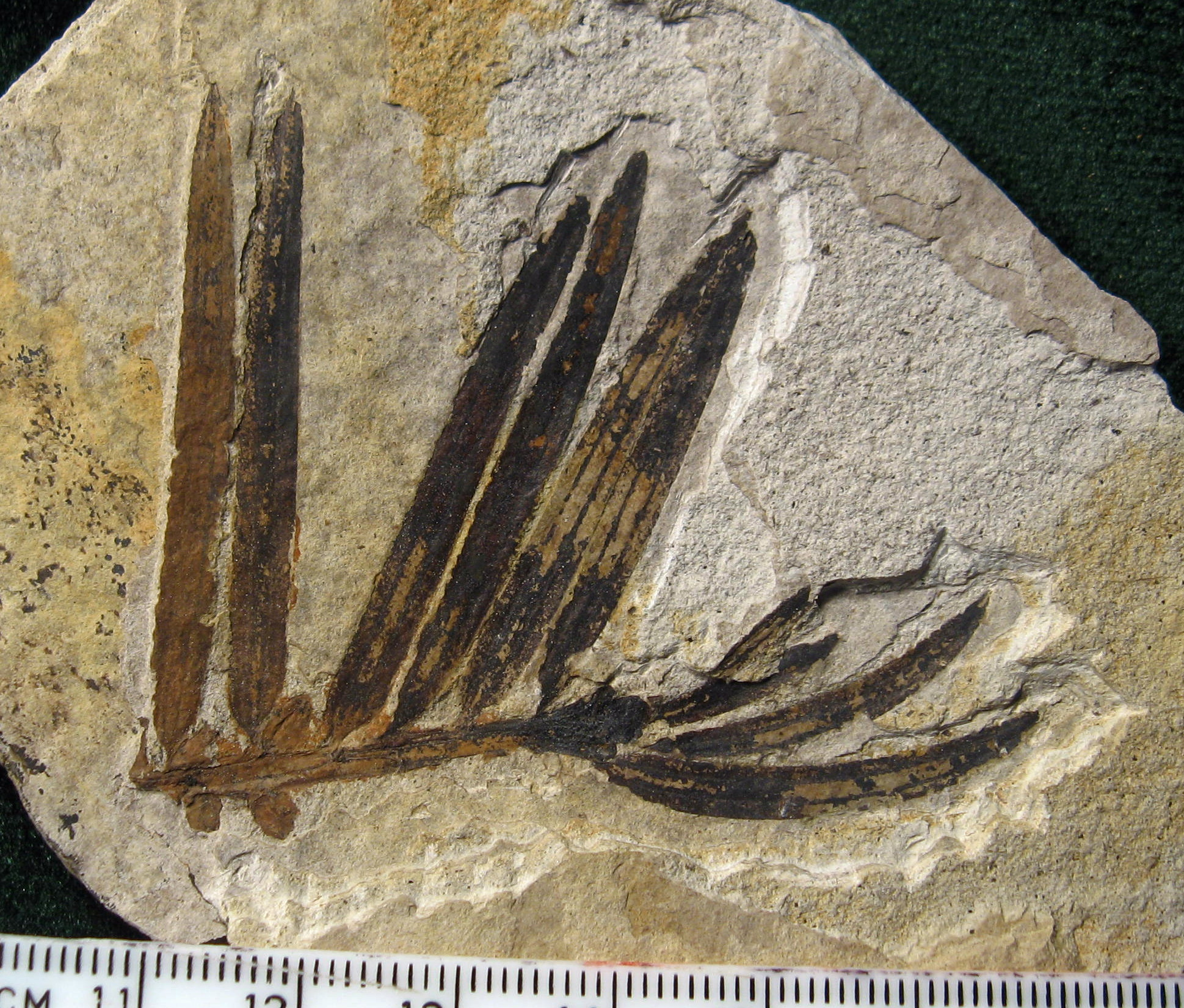
穗花杉葉片化石，設於美國華盛頓州

在植物分類學上，穗花杉屬最早於1916年由德國植物學家羅柏特·皮爾格依據建立的，並以種的名義置於羅漢松屬（Podocarpus）之下，後又被移至三尖杉屬（Cephalotaxus）（或稱粗榧屬），之後獨立出來為穗花杉屬，1926年皮爾格根據雄株毬果的複合性將穗花杉屬與三尖杉屬一同併入三尖杉科（Cephalotaxaceae），同科的還有台灣粗榧、日本榧樹等，1931年，另一日本學者工藤祐舜觀察雌株毬果後認為它不應放在三尖杉科而應成立新科穗花杉科或是作為紅豆杉科的亞科或族，所以與另一日本植物學家山本由松一同建議成立穗花杉科，然而，另一日本植物學家小泉源一認為這是完全不必要的，他認為穗花杉屬與三尖杉屬仍有聯繫，因此主張將紅豆杉科與三尖杉科置於同一科內，將兩者降至亞科的地位。
現今，三尖杉屬、穗花杉屬與紅豆杉科之間的關係，還尚未完全釐清，因此植物分類上有許多分歧，例如《台灣植物誌》將粗榧科（三尖杉科）穗花杉科獨立出來；但《The Families and Genera of Vascular plants》（維管束植物科屬）將這兩屬一同放在三尖杉科當中；但也有將三尖杉科獨立，穗花杉屬至於紅豆杉科，如《世界松柏類名錄及文獻》。但多數學者仍認為紅豆杉科分5個屬，有許多共同之處，是比較自然的分類群。臺灣物種名錄將其分類為維管束植物門裸子植物亞門松綱松亞綱柏目紅豆杉科穗花杉屬。

## 分佈
台灣穗花杉於地質史上為新生代第三紀變動後的孑遺物種，根據化石紀錄穗花杉科自白堊紀晚期以來，曾廣泛分佈於北美西部及歐洲等地區，現僅有穗花杉1屬3種，且大多以小族群散佈於台灣及中國南部、中部、西部及越南北部 。
台灣穗花杉主要分佈於台灣南部中央山脈海拔800至1400公尺間的原始闊葉林中，生育地有大武山、大里立山、姑子崙山、茶茶牙賴山、大漢山、浸水營、里龍山及草埔等地，在稜線兩側散生或呈帶狀不連續散分布，大里力山至渡鴨原山支稜為台灣穗花杉分佈的最北界，里龍山為最南界。

## 特徵及習性
台灣穗花杉為中小型喬木，樹高10公尺，胸高直徑30至36公分，大枝稀疏，小枝斜展，樹形呈圓形或接近方型，雌雄異株，葉為鎌刀狀，長5至6公分，葉表面深綠色具光澤，葉背中脈兩側有二條寬約2公厘之白色氣孔帶，葉緣反捲。
雄花序呈3至5穗狀生長於小枝頂端，長3公分，無梗，花蕊具5－8個花葯；雌花單生於葉腋，呈球形，有長梗，一芽四至六朵；於每年4月初長出新芽並同時開花，雌花授粉後發育成幼種實，呈橢圓形或倒卵狀，長2至2.5公分，至隔年2月成長不明顯，直到4月左右逐漸發育成熟且假種皮漸轉暗紅色，於5至6月間成熟落果，與紅豆杉屬最大不同就是其雄毬果兩兩對生，形成穗狀花序，而非單生雄毬果。
由於台灣穗花杉樹高有限，很少超過中冠層（15公尺）以上，所以屬於中下層耐陰樹種，喜生於溪谷或較為潮濕山坡及谷地，常與闊葉林混生。
| 物候\時間 （月\日） | 當年度  | 當年度  | 當年度  | 當年度  | 當年度  | 當年度  | 隔年度 |
| 物候\時間 （月\日） | 4月上旬 | 4月中旬 | 5月上旬 | 5月中旬 | 6月中旬 | 7－12月 | 1－3月 |
| ------------------- | ------- | ------- | ------- | ------- | ------- | ------- | ------ |
| 抽芽                | ＊      | ＊      |         |         |         |         |        |
| 展葉                | ＊      | ＊      | ＊      |         |         |         |        |
| 雄花                | ＊      |         |         |         |         |         |        |
| 雌花                | ＊      | ＊      |         |         |         |         |        |
| 幼種實              |         | ＊      | ＊      | ＊      | ＊      | ＊      | ＊     |
| 綠果                | ＊      | ＊      | ＊      | ＊      | ＊      |         |        |
| 紅果                |         | ＊      | ＊      | ＊      | ＊      |         |        |
| 落果                |         | ＊      | ＊      | ＊      | ＊      |         |        |

註：幼種實為當年生且經授粉後正在發育中的種實；綠果及紅果為前一年發育之種實。

## 復育及研究
目前為台灣穗花杉進行分佈及數量調查的學術單位為屏科大，主要目的是為台灣林務單位擬定更完整的保護及復育計畫書。
實地調查報告顯示台灣穗花杉樹齡大多介在60－80年生，稍年輕樹齡階層偏少，有樹齡斷層現象，表示新發育的樹苗數量較少，其原因可能在於台灣穗花杉的結果期長，繁殖效率低，加上本身生長速率極為緩慢，種子萌芽容易被鄰近闊葉樹枝幹掉落或樹倒而影響，並經由取樣區樹齡結構統計，個體幹徑達5公分以上者至少需要20年；調查同時也發現幹徑超過30公分以上之台灣穗花杉主幹有空洞腐朽現象，容易造成主幹折斷，以上種種原因都會對台灣穗花杉族群數量的維持或增加造成很大的限制。
目前於台灣作為台灣穗花杉生態保育的地點如下表：
| 地點名稱                       | 面積 （公頃） | 依據法源       | 主管機關             | 所在地                                                                        | 保護對象                                 | 海拔 （公尺） |
| ------------------------------ | ------------- | -------------- | -------------------- | ----------------------------------------------------------------------------- | ---------------------------------------- | ------------- |
| 大武山自然保留區               | 47,000        | 文化資產保存法 | 台東、屏東林區管理處 | 台東縣金峰、卑南、太麻里、達仁 屏東縣霧台、瑪家、泰武、來義及春日鄉的部份區域 | 野生動物及其棲息地、原始森林與高山湖泊   | 300－3,092    |
| 茶茶牙賴山野生動物重要棲息環境 | 2,004.12      | 野生動物保育法 | 屏東林區管理處       | 屏東縣潮州事業區第28、29林班                                                  | 臺灣穗花杉及其他珍稀動植物               | 550－1,326    |
| 浸水營野生動物重要棲息環境     | 1,119.28      | 野生動物保育法 | 屏東林區管理處       | 屏東縣潮州事業區第16林班                                                      | 楠儲林帶（常綠闊葉林）生態體系及野生動物 | 1,000－1,700  |
| 大武事業區台灣穗花杉自然保留區 | 86.4          | 文化資產保存法 | 臺東林區管理處       | 大武事業區第39林班                                                            | 台灣穗花杉                               | 900－1,500    |

現階段保護區內的台灣穗花杉數量非常稀少，區內6處有紀錄的有762株，若再加上保留區外新發現7處共13處之生育地的植株則將近2千株左右，另外，由於台灣穗花杉生長地附近地區地形極為險惡，尚有多處未深入調查，所以推測應還有未發現的族群。

### 引用
1. ↑  Thomas, P. . The IUCN Red List of Threatened Species 2010.   [9 January 2014] （英语）.
2. ↑  黃增泉.  第一卷. 台灣: 國科會. 2003年: 第553頁.
3. ↑  （2005年）：珍貴稀有植物簡介 （页面存档备份，存于），台灣：行政院農委會林務局。
4. ↑  吳永華（2006年）：《台灣特有植物發現史》，第88頁，台灣：晨星出版社。
5. ↑  （2011年）：高雄關稅局歷史沿革 （页面存档备份，存于），台灣：財政部高雄關稅局。
6. 1 2 3  劉和義（2008年）：《台灣針葉樹學名之名詞解說》，第109頁，台灣：行政院農委會林務局。
7. 1 2  楊勝任等（2007年）：《台灣穗花杉族群分布及植物社會之研究》，第1頁，台灣：國立屏東科技大學森林系。
8. ↑  《台灣植物資源調查研究史 （页面存档备份，存于）》 ，台灣：中央研究院。
9. ↑  王艇等（2001年）：《紅豆杉及相關類群rbcL基因PCR-RFLP分析》，載《植物學通報》第716~717頁，中國。
10. 1 2  裸子植物-孑遺的活化石[永久]，台灣，行政院農委會特有生物保育中心。
11. ↑  （2008年）：红豆杉科（Taxaceae）  （页面存档备份，存于），中國，錦綉生物網。
12. ↑  臺灣穗花杉 （页面存档备份，存于），台灣，行政院農委會林務局自然資源與生態資料庫。
13. ↑  .   [2014-01-09]. （原始内容存档于2014-01-09）.
14. ↑  臺灣穗花杉 （页面存档备份，存于） ，台灣，林務局台灣樹木解說。
15. ↑  （2008年）：台灣穗花杉林分結構與苗木繁殖之初步研究 （页面存档备份，存于），台灣，國立台灣大學生物資源暨農學院實驗林管理處。
16. ↑  .   [2014-01-09]. （原始内容存档于2019-06-08）.
17. ↑  楊勝任等（2007年）：《台灣穗花杉族群分布及植物社會之研究》，第34頁，台灣：國立屏東科技大學森林系。
18. ↑  楊勝任等（2007年）：《台灣穗花杉復育計畫手冊》，第25頁，台灣：國立屏東科技大學森林系。
19. ↑  （2007-9-12）：生育地倍增，「台灣穗花杉」展開復育 （页面存档备份，存于） ，台灣，自由電子報。
20. ↑  台灣穗花杉生態資料庫建立與監測研究 （页面存档备份，存于） ，台灣，行政院農委會林務局。
21. ↑  （2007年）：新發現2千多株珍貴台灣穗花杉 （页面存档备份，存于） ，台灣，台灣立報。
22. ↑  臺灣的自然保護區系統 （页面存档备份，存于），台灣，臺灣大學動物學系生態研究室。